# Groen in de islam

Vlag van Pakistan

Groen is de traditionele kleur van de islam.
Volgens de overlevering was groen de lievelingskleur van de profeet Mohammed. In de vlaggen van Arabische landen verwijst groen naar de islam (zie: Pan-Arabische kleuren). In de woestijn betekent het waarnemen van de kleur groen de nadering van een oase. Groen gekleurde daken zijn in de islamitische wereld voorbehouden aan religieuze of koninklijke gebouwen.